# NGC 5123
NGC 5123 ist eine 13,7 mag helle spiralförmige Radiogalaxie vom Hubble-Typ Sc im Sternbild Jagdhunde am Nordsternhimmel. Sie ist schätzungsweise 372 Millionen Lichtjahre von der Milchstraße entfernt und hat einen Durchmesser von etwa 145.000 Lj.

Im selben Himmelsareal befinden sich u. a. die Galaxien NGC 5103 und NGC 5145.
Die Typ-II-Supernova SN 2008dz wurde hier beobachtet.
Das Objekt wurde am 9. April 1787 von Wilhelm Herschel mit einem 18,7-Zoll-Spiegelteleskop entdeckt, der sie dabei mit „pB, S, iR, mbM“ beschrieb.